# NGC 2627
 NGC 2627是一个位于罗盘座的疏散星团。